# De Theux
De Theux, ook de Theux de Meylandt en de Theux de Meylandt et Montjardin, is een Zuid-Nederlandse adellijke familie.

## Geschiedenis
In 1703 verleende keizer Leopold I adelserkenning met de titel ridder, overdraagbaar op alle mannelijke afstammelingen, aan Arnould de Theux, doctor in de rechten.

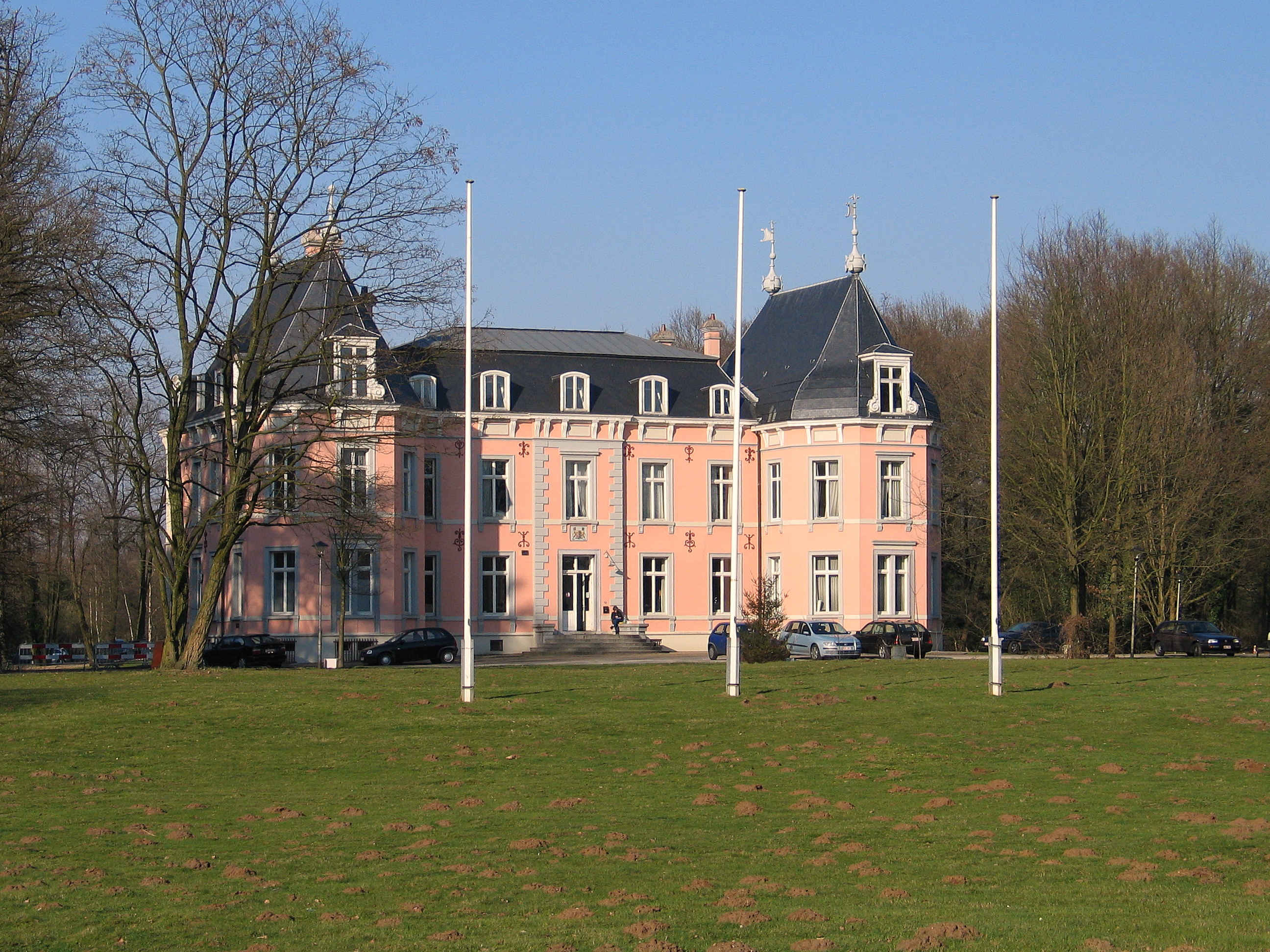
Het Kasteel Meylandt in Heusden

In 1715 kwam het Kasteel Meylandt in Heusden in handen van de familie Meylandt. In 1959 verliet de familie het kasteel.

## Genealogie
- Arnould ridder de Theux (1668-1724), x Cécile Angélique de Stier (1660-1746)
  - Jacques ridder de Theux (1702-1773), heer van Montjardin-sur-Amblève en Meylandt, pleitbezorger van de heerlijkheid Aywalle-Remouchamps, x Isabelle de Mewen (1713-1782)
    - Barthélemy Théodore de Theux (1746-1820)
    - Jacques ridder de Theux de Meylandt (zie verder hieronder)

## Jacques de Theux de Meylandt
Joseph Mathieu Jacques ridder de Theux de Meylandt (Luik, 9 juni 1754 - Heusden, 6 juli 1825) werd in 1822, onder het Verenigd Koninkrijk der Nederlanden, erkend in de erfelijke adel met de titel ridder, overdraagbaar op alle mannelijke afstammelingen. Hij trouwde in 1785 met Antoinette de Wezeren (1767-1842), dochter van ridder Jean-Antoine de Wezeren, heer van Schaubrouck. Ze kregen drie zoons en twee dochters.
- Joséphine de Theux de Meylandt (1787-1848), trouwde in 1831 in Luik met ridder Antoine de Longrée (1782-1871), procureur-generaal in het groothertogdom Luxemburg, zoon van ridder Charles de Longrée en broer van ridder Nicolas de Longrée. Het huwelijk bleef kinderloos.
- Jean-Theodore ridder de Theux de Meylandt (Luik, 1789 - St. Charles, 1846), jezuïet, missionaris en docent theologie in Louisiana in de Verenigde Staten
- Xavier ridder de Theux de Meylandt et Montjardin (zie verder hieronder)
- Barthélemy ridder de Theux de Meylandt (zie verder daaronder)

## Xavier de Theux de Meylandt et Montjardin
- Jacques Marie Joseph Xavier ridder de Theux de Meylandt et Montjardin (Sint-Truiden, 11 maart 1792 - Heusden, 17 september 1838) behoorde tot de erewacht van de keizer onder het Franse keizerrijk. Hij werd kolonel-commandant van de burgerwacht voor het kanton Beringen. Hij trouwde in 1832 met Justine Cordier dite de Lobbes (1811-1885).
  - Joseph ridder de Theux de Meylandt et Montjardin (1835-1868), doctor in de rechten, historicus. Hij overleed jong als vrijgezel.
  - Xavier ridder de Theux de Meylandt et Montjardin (1838-1896), trouwde met Eugénie de Thysebaert (1844-1902), kleindochter van Auguste de Thysebaert. Hij was doctor in de rechten, stichtend voorzitter van de Vereniging van bibliofielen in Luik en van de Vereniging van bibliofielen in België en bestuurder van de Koninklijke Bibliotheek. Het echtpaar kreeg vijftien kinderen. Twee dochters werden kloosterzuster en vijf gingen adellijke huwelijken aan. Zes van de acht zoons zorgden voor nageslacht. Met afstammelingen tot heden.
    - Marie de Theux de Meylandt et Montjardin (1866-1948)
    - Charles ridder de Theux de Meylandt et Montjardin (1867-1910), gehuwd met Alix gravin de Liedekerke de Pailhe (1868-1913)
    - Joseph ridder de Theux de Meylandt et Montjardin (1869-1927), gehuwd met Mathilde de Potesta (1860-1938)
    - Fernand ridder de Theux de Meylandt et Montjardin (1870-1919), gehuwd met Marie-Louise Cotteau de Patin (1881-1946)
    - Jeanne de Theux de Meylandt et Montjardin (1871-1905), gehuwd met Ferdinand graaf d'Oultremont (1870-1950)
    - Gabrielle de Theux de Meylandt et Montjardin (1873-1940), gehuwd met Athanase graaf de Broqueville (1868-1949), broer van premier de Broqueville
    - Alice de Theux de Meylandt et Montjardin (1874-1949), gehuwd met Gérard graaf de Marnix de Sainte-Aldegonde (1851-1899)
    - Alfred ridder de Theux de Meylandt et Montjardin (1876-1939), gehuwd met Germaine barones de Crombrugghe de Looringhe (1880-1949)
    - Edmond ridder de Theux de Meylandt et Montjardin (1877-1946), gehuwd met Renée van de Weyer (1887-1957)
    - Louise de Theux de Meylandt et Montjardin (1878-1913)
    - Emilie de Theux de Meylandt et Montjardin (1880-1972), gehuwd met Raymond graaf de Selys Longchamps (1880-1966)
    - René ridder de Theux de Meylandt et Montjardin (1882-1970), gehuwd met Paule de Marcy (1888-1958)
    - Robert ridder de Theux de Meylandt et Montjardin (1883-1908)
    - Léon-Henry ridder de Theux de Meylandt et Montjardin (1885-1913), gehuwd met Marie-Louise de Harlez de Deulin (1890-1961)
    - Marguerite de Theux de Meylandt et Montjardin (1887-1956), gehuwd met Lionel Le Blanc de Chanéac (1878-1943)

## Barthélémy de Theux de Meylandt
- Barthélémy Théodore graaf de Theux de Meylandt (Sint-Truiden, 24 april 1794 - Heusden, 21 augustus 1874), doctor in de rechten, was lid van het Nationaal Congres en werd een van de belangrijkste Belgische staatslieden in de negentiende eeuw. In het jaar 1840 werd hij verheven tot de titel graaf, overdraagbaar op alle eventuele mannelijke afstammelingen. Hij trouwde in 1840 in Ieper met Aline du Parc (1822-1881). Ze kregen een zoon en vier dochters.
  - Cécile de Theux de Meylandt (1850-1924), trouwde in 1870 in Brussel met graaf Alfred Cornet d'Elzius de Peissant (1839-1898), burgemeester van Hofstade. Ze kregen twee zoons en vijf dochters, waaronder graaf Georges Cornet d'Elzius de Peissant, met afstammelingen tot heden.
  - Louise de Theux de Meylandt (1852-1923), trouwde in 1872 in Brussel met René Moretus (1842-1895), burgemeester van Bioul. Ze kregen twee zoons en drie dochters, met afstammelingen tot heden. Ze waren de schoonouders van graaf Louis de Brouchoven de Bergeyck.
  - Albert graaf de Theux de Meylandt (1853-1915), volksvertegenwoordiger en burgemeester van Heusden, trouwde in 1888 in Brussel met barones Marie Goffinet (1860-1938), dochter van baron Adrien Goffinet, luitenant-generaal en secretaris van koning Leopold II en koningin Maria Hendrika, en zus van baron Constant Goffinet en baron Auguste Goffinet. Het huwelijk bleef kinderloos. Bij zijn overlijden doofde zijn familietak in mannelijke lijn uit.
  - Émilie de Theux de Meylandt (1855-1939), trouwde in 1882 in Antwerpen met Alfred Gillès de Pélichy (1857-1929). Ze kregen een zoon en vier dochters, met afstammelingen tot heden.
  - Marie-Antoinette de Theux de Meylandt (1860-1909), trouwde in 1882 in Brussel baron Henri Powis de Tenbossche (1859-1918). Ze kregen zeven zoons en twee dochters, met afstammelingen tot heden.